# Halowe Mistrzostwa Europy w Lekkoatletyce 1979 – skok wzwyż mężczyzn
Skok wzwyż mężczyzn – jedna z konkurencji technicznych rozgrywanych podczas halowych lekkoatletycznych mistrzostw Europy w hali Ferry-Dusika-Hallenstadion w Wiedniu. Rozegrano od razu finał 24 lutego 1979. Zwyciężył reprezentant Związku Radzieckiego Władimir Jaszczenko, który tym samym obronił tytuł zdobyty na poprzednich mistrzostwach.

## Rezultaty
Rozegrano od razu finał, w którym wzięło udział 17 skoczków.

Opracowano na podstawie materiału źródłowego.
| Miejsce | Zawodnik             | Wynik |
| ------- | -------------------- | ----- |
| 1       | Władimir Jaszczenko  | 2,26  |
| 2       | Giennadij Biełkow    | 2,26  |
| 3       | Andre Schneider-Laub | 2,24  |
| 4       | Gerd Nagel           | 2,24  |
| 5       | Bruno Bruni          | 2,21  |
| 6       | Henry Lauterbach     | 2,21  |
| 7       | József Jámbor        | 2,21  |
| 8       | Gottfried Wittgruber | 2,18  |
| 9       | Massimo Di Giorgio   | 2,18  |
| 10      | Roland Dalhäuser     | 2,18  |
| 11      | Jindřich Vondra      | 2,15  |
| 12      | Oscar Raise          | 2,15  |
| 13      | István Major         | 2,15  |
| 14      | Mark Naylor          | 2,15  |
| 15      | Vaso Komnenić        | 2,15  |
| 16      | Francis Agbo         | 2,10  |
| 17      | Eddy Annys           | 2,10  |